# (23577) 1995 DY8
(23577) 1995 DY8 est un objet de la ceinture principale d'astéroïdes extérieure découvert en 1995.

## Description
(23577) 1995 DY8 a été découvert le 24 février 1995 à l'observatoire de Kitt Peak, situé dans l'Arizona (États-Unis), par le projet Spacewatch de l’université de l'Arizona.

### Caractéristiques orbitales
L'orbite de cet astéroïde est caractérisée par un demi-grand axe de 3,33 UA, un périhélie de 2,77 UA, une excentricité de 0,17 et une inclinaison de 2,12° par rapport à l'écliptique. Du fait de ces caractéristiques, à savoir un demi-grand axe entre 3,2 et 4,6 UA, il est classé, selon la JPL Small-Body Database, comme objet de la ceinture principale d'astéroïdes extérieure.

### Caractéristiques physiques
(23577) 1995 DY8 a une magnitude absolue (H) de 14,3 et un albédo estimé à 0,260.